# Saison 1957-1958 du FC Nantes
Chronologie
Saison précédente Saison suivante
La saison 1957-1958 du FC Nantes est la 15e saison de l'histoire du club nantais. Le club est engagé dans trois compétitions officielles : la Division 2 (13e participation), la Coupe de France (15e participation) et enfin la Coupe Charles Drago (7e participation).

## Résumé de la saison
- 12 septembre 1957: 1er match disputé en nocturne par le FCN à Saupin[1].

## Effectif et encadrement

### Tableau des transferts

#### Transferts du mercato d'été
| Nom                 | Nationalité | Poste     | Transfert | Provenance/Destination | Division             |
| ------------------- | ----------- | --------- | --------- | ---------------------- | -------------------- |
| Arrivées            |             |           |           |                        |                      |
| Pierre Girardeau    | France      | Gardien   |           |                        |                      |
| Gomez               | France      | Gardien   |           |                        |                      |
| Léon Lecorps        | France      | Gardien   |           |                        |                      |
| Guy Belin           | France      | Défenseur |           |                        |                      |
| Limberger           | France      | Défenseur |           |                        |                      |
| Jean Saupin         | France      | Défenseur |           | Stade français FC      | Division 2 (D2)      |
| Aveyra              | France      | Milieu    |           |                        |                      |
| André Bouteiller    | France      | Milieu    |           | SC Toulon              | Division 2 (D2)      |
| Louis Dikabo        | Cameroun    | Milieu    |           | FC Nantes rés.         | CFA - Ouest (D3)     |
| Gilbert Rivalland   | France      | Milieu    |           |                        |                      |
| Robert Samson       | France      | Milieu    |           |                        |                      |
| Casimir Ziack       | France      | Milieu    |           | Nîmes Olympique        | Division 1 (D1)      |
| Martial Jacques     | France      | Attaquant |           | Stade de Reims         | Division 1 (D1)      |
| Edmond Lewandowski  | France      | Attaquant |           | LB Châteauroux         | CFA - Ouest (D3)     |
| Michellier          | France      | Attaquant |           |                        |                      |
| Départs             |             |           |           |                        |                      |
| Stéphane Dakowski   | France      | Gardien   |           | SC Bel-Abbès           | DH - Oran (D4)       |
| Claude Simonet      | France      | Gardien   |           | FC Nantes rés.         | CFA - Ouest (D3)     |
| Jean De Cecco       | France      | Défenseur |           | CA Paris               | Division 2 (D2)      |
| Jean Devallan       | France      | Défenseur |           |                        |                      |
| Wladislav Smolenski | France      | Défenseur |           | Stade français FC      | Division 2 (D2)      |
| Jean Desgranges     | France      | Milieu    |           |                        |                      |
| André Guilcher      | France      | Milieu    | Prêt      | AS Béziers             | Division 1 (D1)      |
| Jerzy Pietrzyk      | France      | Milieu    |           | Stade riomois          | CFA - Sud-Ouest (D3) |
| Erich Habitzl       | Autriche    | Attaquant |           | SK Admira Wien         | Staatsliga A (D1)    |
| Manneron            | France      | Attaquant |           |                        |                      |
| Robert Paindessous  | France      | Attaquant |           |                        |                      |
| Maurice Singier     | France      | Attaquant |           | Le Havre AC            | Division 2 (D2)      |

#### Transferts hors mercato
| Nom              | Nationalité | Poste     | Transfert | Provenance/Destination | Division        |
| ---------------- | ----------- | --------- | --------- | ---------------------- | --------------- |
| Arrivées         |             |           |           |                        |                 |
| Thadée M'Nick    | France      | Milieu    | (janvier) |                        |                 |
| Louis Falbierski | France      | Attaquant | (janvier) | Stade français FC      | Division 2 (D2) |
| Guelso Zaetta    | France      | Attaquant | Prêt      | Angers SCO             | Division 1 (D1) |

## Compétitions

### Division 2

#### Calendrier
| Date                       | Journée | Adversaire               | Lieu | Score | Buteurs du FC Nantes                          | Class. | Affluence |
| -------------------------- | ------- | ------------------------ | ---- | ----- | --------------------------------------------- | ------ | --------- |
| Jeudi 15 août 1957         | J01     | AS aixoise               | Ext. | 1 - 0 |                                               |        | 1.659     |
| Dimanche 18 août 1957      | J02     | SO Montpellier           | Ext. | 1 - 4 |                                               |        | 3.459     |
| Dimanche 25 août 1957      | J03     | Red Star OA              | Dom. | 3 - 1 |                                               |        | 4.338     |
| Lundi 2 septembre 1957     | J04     | CO Roubaix-Tourcoing     | Ext. | 1 - 2 |                                               |        | 3.852     |
| Dimanche 8 septembre 1957  | J05     | CA Paris                 | Dom. | 2 - 1 |                                               |        | 4.048     |
| Jeudi 12 septembre 1957    | J06     | FC Grenoble              | Dom. | 0 - 0 | -                                             |        | 7.304     |
| Dimanche 15 septembre 1957 | J07     | Limoges FC               | Ext. | 1 - 3 |                                               |        | 6.653     |
| Dimanche 22 septembre 1957 | J08     | Perpignan FC             | Ext. | 0 - 2 | -                                             |        | 2.653     |
| Dimanche 29 septembre 1957 | J09     | US Forbach               | Dom. | 0 - 1 | -                                             |        | 6.984     |
| Dimanche 6 octobre 1957    | J10     | FC Girondins de Bordeaux | Dom. | 1 - 0 |                                               |        | 6.404     |
| Dimanche 13 octobre 1957   | J11     | Stade français FC        | Ext. | 1 - 3 |                                               |        |           |
| Samedi 19 octobre 1957     | J12     | SC Toulon                | Dom. | 1 - 1 | Lewandowski 70e                               |        | 4.932     |
| Dimanche 27 octobre 1957   | J13     | AS Troyes-Savinienne     | Ext. | 0 - 1 | -                                             |        | 3.149     |
| Vendredi 1er novembre 1957 | J14     | Le Havre AC              | Dom. | 0 - 0 | -                                             |        | 4.914     |
| Dimanche 3 novembre 1957   | J15     | Stade rennais UC         | Ext. | 2 - 4 |                                               |        | 9.961     |
| Dimanche 10 novembre 1957  | J16     | RCFC Besançon            | Dom. | 1 - 4 | Lewandowski 75e                               |        | 4.157     |
| Dimanche 17 novembre 1957  | J17     | FC Sète                  | Ext. | 2 - 2 |                                               |        | 2.003     |
| Dimanche 24 novembre 1957  | J18     | FC Nancy                 | Dom. | 2 - 3 | Saunier 57e (pen.), Jacques 73e               |        | 5.365     |
| Dimanche 1er décembre 1957 | J19     | AS Cannes                | Ext. | 0 - 0 | -                                             |        | 2.395     |
| Dimanche 8 décembre 1957   | J20     | RC Strasbourg            | Dom. | 1 - 1 | Saunier 77e                                   |        | 5.218     |
| Mercredi 1er janvier 1958  | J21     | FC Rouen                 | Ext. | 1 - 1 |                                               |        |           |
| Dimanche 19 janvier 1958   | J24     | AS Cannes                | Dom. | 3 - 1 | Collados 14e, Gabet 64e, Saunier 82e          |        | 3.683     |
| Mercredi 22 janvier 1958   | J22     | Perpignan FC             | Dom. | 1 - 0 |                                               |        |           |
| Dimanche 26 janvier 1958   | J25     | Stade français FC        | Dom. | 2 - 0 | Saunier 35e, Gabet 89e                        |        | 4.958     |
| Dimanche 9 février 1958    | J26     | FC Girondins de Bordeaux | Ext. | 2 - 4 |                                               |        | 11.239    |
| Dimanche 16 février 1958   | J27     | CO Roubaix-Tourcoing     | Dom. | 3 - 0 |                                               |        | 6.186     |
| Dimanche 23 février 1958   | J28     | SC Toulon                | Ext. | 0 - 2 | -                                             |        | 4.296     |
| Dimanche 9 mars 1958       | J29     | FC Grenoble              | Ext. | 0 - 1 | -                                             |        | 2.226     |
| Samedi 15 mars 1958        | J30     | AS aixoise               | Dom. | 2 - 2 | Gabet 41e, Zaetta 50e                         |        | 3.057     |
| Dimanche 23 mars 1958      | J31     | AS Troyes-Savinienne     | Dom. | 3 - 1 | Gabet 35e, Saunier 45e, Zaetta 65e            |        | 3.981     |
| Jeudi 27 mars 1958         | J23     | CA Paris                 | Ext. | 0 - 0 | -                                             |        | 334       |
| Dimanche 30 mars 1958      | J32     | RCFC Besançon            | Ext. | 2 - 1 |                                               |        | 2.983     |
| Dimanche 13 avril 1958     | J33     | Stade rennais UC         | Dom. | 0 - 0 | -                                             |        | 10.781    |
| Dimanche 20 avril 1958     | J34     | RC Strasbourg            | Ext. | 0 - 4 | -                                             |        | 9.570     |
| Dimanche 27 avril 1958     | J35     | Limoges FC               | Dom. | 1 - 2 |                                               |        | 5.253     |
| Jeudi 1er mai 1958         | J36     | US Forbach               | Ext. | 1 - 3 |                                               |        | 3.016     |
| Dimanche 4 mai 1958,       | J37     | SO Montpellier           | Dom. | 4 - 2 | M'Nick 35e, Lewandowski 60e 69e, Zaetta 83e   |        | 2.278     |
| Dimanche 11 mai 1958       | J38     | FC Nancy                 | Ext. | 1 - 4 |                                               |        | 5.374     |
| Jeudi 15 mai 1958          | J39     | FC Sète                  | Dom. | 3 - 0 |                                               |        | 1.370     |
| Dimanche 18 mai 1958       | J40     | FC Rouen                 | Dom. | 0 - 0 | -                                             |        | 2.271     |
| Dimanche 25 mai 1958,      | J41     | Red Star OA              | Ext. | 3 - 2 | M'Nick 25e, Gabet 84e (pen.), Lewandowski 90e |        | 2.314     |
| Dimanche 1er juin 1958     | J42     | Le Havre AC              | Ext. | 1 - 2 |                                               |        | 2.484     |

#### Classement
| Rang | Équipe                   | Pts | J  | G  | N  | P  | Bp | Bc | Diff |
| ---- | ------------------------ | --- | -- | -- | -- | -- | -- | -- | ---- |
| 1    | FC NancyR                | 61  | 42 | 25 | 11 | 6  | 89 | 50 | +39  |
| 2    | Stade rennais UCR        | 58  | 42 | 23 | 12 | 7  | 93 | 40 | +53  |
| 3    | Limoges FCP              | 55  | 42 | 25 | 5  | 12 | 85 | 41 | +44  |
| 4    | RC StrasbourgR           | 54  | 42 | 22 | 10 | 10 | 89 | 52 | +37  |
| 5    | FC Girondins de Bordeaux | 53  | 42 | 25 | 3  | 14 | 82 | 53 | +29  |
| 6    | US ForbachP              | 53  | 42 | 22 | 9  | 11 | 60 | 51 | +9   |
| 7    | Le Havre AC              | 49  | 42 | 19 | 11 | 12 | 65 | 50 | +15  |
| 8    | AS Troyes-Savinienne     | 49  | 42 | 20 | 9  | 13 | 51 | 42 | +9   |
| 9    | FC Rouen                 | 48  | 42 | 19 | 10 | 13 | 66 | 51 | +15  |
| 10   | CO Roubaix-Tourcoing     | 47  | 42 | 19 | 9  | 14 | 75 | 68 | +7   |
| 11   | SC Toulon                | 42  | 42 | 18 | 9  | 18 | 71 | 71 | 0    |
| 12   | Red Star OA              | 42  | 42 | 15 | 12 | 15 | 60 | 60 | 0    |
| 13   | FC Nantes                | 37  | 42 | 13 | 11 | 18 | 53 | 65 | -12  |
| 14   | Perpignan FC             | 37  | 42 | 15 | 7  | 20 | 42 | 57 | -15  |
| 15   | AS Cannes                | 36  | 42 | 13 | 10 | 19 | 53 | 65 | -12  |
| 16   | Stade français FC        | 33  | 42 | 13 | 7  | 22 | 48 | 75 | -27  |
| 17   | SO Montpellier           | 31  | 42 | 12 | 7  | 23 | 48 | 75 | -27  |
| 18   | CA Paris                 | 30  | 42 | 10 | 10 | 22 | 49 | 80 | -31  |
| 19   | FC Grenoble              | 29  | 42 | 7  | 15 | 20 | 53 | 74 | -21  |
| 20   | AS aixoise               | 27  | 42 | 7  | 13 | 22 | 53 | 90 | -37  |
| 21   | FC Sète                  | 27  | 42 | 7  | 13 | 22 | 47 | 81 | -34  |
| 22   | RCFC Besançon            | 26  | 42 | 9  | 8  | 25 | 49 | 83 | -34  |

Promotions et relégations
Abréviations
- R : Relégué de Division 1 1956-1957
- P : Promu de CFA 1956-1957

#### Buteurs
| Rang | No. | Pos. | Nat. | Nom                  | Buts |
| ---- | --- | ---- | ---- | -------------------- | ---- |
| 1    |     | A    |      | Jean Saunier         | 13   |
| 2    |     | A    |      | Edmond Lewandowski   | 9    |
| 3    |     | M    |      | Roger Gabet          | 7    |
| 4    |     | A    |      | Guelso Zaetta        | 6    |
| 5    |     | D    |      | Maurice Balloche     | 3    |
|      |     | A    |      | Martial Jacques      | 3    |
| 7    |     | M    |      | André Bouteiller     | 2    |
|      |     | A    |      | Dominique Collados   | 2    |
|      |     | M    |      | Thadée M'Nick        | 2    |
| 10   |     | M    |      | Louis Dikabo         | 1    |
|      |     | M    |      | Saïd-Albert Guessoum | 1    |
|      |     | D    |      | Yves Jort            | 1    |
|      |     | M    |      | Robert Samson        | 1    |
|      |     | D    |      | Jean Saupin          | 1    |
|      |     |      |      | Indéterminés (csc ?) | 4    |
|      |     |      |      | TOTAUX               | 56   |

### Coupe de France

#### Calendrier
| Date                      | Tour             | Adversaire               | Niveau          | Lieu   | Score        | Buteurs du FC Nantes | Affluence |
| ------------------------- | ---------------- | ------------------------ | --------------- | ------ | ------------ | -------------------- | --------- |
| Dimanche 15 décembre 1957 | 6e tour          | SM Caen                  | CFA - Nord (D3) | Ext.   | 0 - 0 (a.p.) | -                    |           |
| Dimanche 22 décembre 1957 | 6e tour (rejoué) | SM Caen                  | CFA - Nord (D3) | Dom.   | 0 - 0 (a.p.) | -                    |           |
| Dimanche 29 décembre 1957 | 6e tour (rejoué) | SM Caen                  | CFA - Nord (D3) | Neutre | 0 - 0 (a.p.) | -                    |           |
| Dimanche 5 janvier 1958   | 6e tour (rejoué) | SM Caen                  | CFA - Nord (D3) | Neutre | 1 - 0        | Zaetta ?             |           |
| Dimanche 12 janvier 1958  | 6e tour (rejoué) | SM Caen                  | CFA - Nord (D3) | Neutre | 1 - 0        | Bouteiller 19e       |           |
| Vendredi 17 janvier 1958  | 1/32e de finale  | FC Girondins de Bordeaux | D2              | Neutre | 0 - 3        | -                    | 3.390     |

#### Buteurs
| Rang      | No.       | Pos.      | Nat.      | Nom              | Buts |
| --------- | --------- | --------- | --------- | ---------------- | ---- |
| 1         |           | A         |           | André Bouteiller | 1    |
|           |           | M         |           | Guelso Zaetta    | 1    |
| 2 buteurs | 2 buteurs | 2 buteurs | 2 buteurs | TOTAUX           | 2    |

### Coupe Charles Drago

#### Calendrier
| Date                    | Tour     | Adversaire            | Niveau  | Lieu | Score | Buteurs du FC Nantes | Affluence |
| ----------------------- | -------- | --------------------- | ------- | ---- | ----- | -------------------- | --------- |
| Samedi 1er février 1958 | 1er tour | US Valenciennes-Anzin | D1 (D1) | Dom. | 1 - 5 | M'Nick 82e           |           |

#### Buteur
| Rang     | No.      | Pos.     | Nat.     | Nom           | Buts |
| -------- | -------- | -------- | -------- | ------------- | ---- |
| 1        |          | M        |          | Thadée M'Nick | 1    |
| 1 buteur | 1 buteur | 1 buteur | 1 buteur | TOTAUX        | 1    |

## Statistiques

### Statistiques collectives
| Compétition         | Débute au tour | Termine         | Matches joués | Gagnés | Nuls | Perdus | Buts pour | Buts contre | Différence |
| ------------------- | -------------- | --------------- | ------------- | ------ | ---- | ------ | --------- | ----------- | ---------- |
| Division 2          | -              | 13e             | 42            | 13     | 11   | 18     | 53        | 65          | -12        |
| Coupe de France     | 6e tour        | 1/32e de finale | 6             | 2      | 3    | 1      | 2         | 3           | -1         |
| Coupe Charles Drago | 1er tour       | 1er tour        | 1             | 0      | 0    | 1      | 1         | 5           | -4         |
| Total               | -              | -               | 49            | 15     | 14   | 20     | 56        | 73          | -17        |

## Autres équipes

### Équipe B

#### Classement
Le groupe Ouest est remporté par le SO Cholet.
| Rang | Équipe                 | Pts | J  | G  | N | P  | Bp | Bc | Diff |
| ---- | ---------------------- | --- | -- | -- | - | -- | -- | -- | ---- |
| 1    | SO Cholet              | 28  | 22 | 12 | 4 | 6  | 37 | 21 | +16  |
| 2    | AS Orléans             | 28  | 22 | 13 | 2 | 7  | 35 | 22 | +13  |
| 3    | RC Paris rés.          | 25  | 22 | 9  | 7 | 6  | 50 | 33 | +17  |
| 4    | Stade Saint-Germain    | 25  | 22 | 9  | 7 | 6  | 30 | 24 | +6   |
| 5    | AS Brest               | 24  | 22 | 9  | 6 | 7  | 23 | 36 | -13  |
| 6    | FC Lorient             | 23  | 22 | 9  | 5 | 8  | 35 | 32 | +3   |
| 7    | AAJ Blois              | 22  | 22 | 8  | 6 | 8  | 36 | 34 | +2   |
| 8    | Stade français FC rés. | 22  | 22 | 9  | 4 | 9  | 30 | 29 | +1   |
| 9    | FC Nantes rés.         | 22  | 22 | 8  | 6 | 8  | 23 | 32 | -9   |
| 10   | US Vendôme             | 19  | 22 | 8  | 3 | 11 | 31 | 36 | -5   |
| 11   | LB Châteauroux         | 18  | 22 | 6  | 6 | 10 | 29 | 33 | -4   |
| 12   | VGA Saint-Maur         | 8   | 22 | 3  | 2 | 17 | 16 | 53 | -37  |